# مونتورسو فيسينتينو
مونتورسو فيسينتينو (بالإيطالية: Montorso Vicentino)‏ هي مدينة و بلدية في مقاطعة فشنزة في منطقة فنيتة، شمال إيطاليا.